# صالح الزير
صالح الزير (1957 - 12 أغسطس 2014) ممثل سعودي.

## حياته
ممثل سعودي، حصل على درجة البكالوريوس في مجال الجغرافيا عام 1395هـ، وتوجه للعمل الفني منذ بداية حقبة الثمانينات، حيث شارك في عدد من الأعمال التليفزيونية، منها برنامج (من كل بستان زهرة)، بالإضافة إلى مسلسلات (خلك معي، ديك البحر، طاش ما طاش).

## وفاته
توفي الفنان صالح الزير في يوم الثلاثاء 16 شوال 1435 هـ الموافق 12 أغسطس 2014م من جراء مضاعفات مرض السكري الذي كان يعاني منه في سنواته الأخيرة.

## مسلسلات ومسرحيات برامج
- حكايات قصيرة
- يوميات راشد.
- خلك معي.
- طاش ما طاش.
- ديك البحر.
- الكرمانية.
- من كل بستان زهرة.
- مسرحية وطني.
- مساء الجنوم

## روابط خارجية
- صالح الزير على موقع قاعدة بيانات الأفلام العربية